# Edward S. Minor

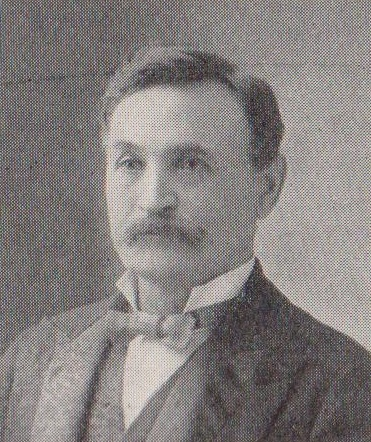
Edward S. Minor (1903)

Edward Sloman Minor (* 13. Dezember 1840 in Point Peninsula, Jefferson County, New York; † 26. Juli 1924 in Sturgeon Bay, Wisconsin) war ein US-amerikanischer Politiker. Zwischen 1895 und 1907 vertrat er den Bundesstaat Wisconsin im US-Repräsentantenhaus.

## Werdegang
Bereits im Jahr 1845 kam Edward Minor mit seinen Eltern in das damalige Wisconsin-Territorium. Die Familie ließ sich zunächst in Greenfield und dann in Milwaukee nieder. Er besuchte die öffentlichen Schulen seiner neuen Heimat. Im Jahr 1852 zog er mit seiner Familie in das Sheboygan County und beendete dort seine Schulausbildung. Außerdem arbeitete er in der Landwirtschaft. Während des Bürgerkrieges stieg er zwischen 1861 und 1865 in einer Freiwilligeneinheit aus Wisconsin vom einfachen Soldaten bis zum Oberleutnant auf.
Nach dem Krieg arbeitete Minor zwischen 1865 und 1884 in Sturgeon Bay im Eisenwarenhandel. Gleichzeitig begann er als Mitglied der Republikanischen Partei eine politische Laufbahn. In den Jahren 1877, 1881 und 1882 saß er als Abgeordneter in der Wisconsin State Assembly. Zwischen 1883 und 1886 gehörte er dem Staatssenat an, dessen Präsident er im Jahr 1886 war. Von 1884 und 1891 hatte er als Superintendent die Aufsicht über den Schifffahrtskanal zwischen Sturgeon Bay und dem Michigansee. Edward Minor war vier Jahre lang Mitglied der Fischereikommission des Staates Wisconsin. Im Jahr 1894 wurde er zum Bürgermeister der Stadt Sturgeon Bay gewählt.
Bei den Kongresswahlen des Jahres 1894 wurde Minor im achten Wahlbezirk von Wisconsin in das US-Repräsentantenhaus in Washington, D.C. gewählt, wo er am 4. März 1895 die Nachfolge von Lyman E. Barnes antrat. Nach fünf Wiederwahlen konnte er bis zum 3. März 1907 sechs Legislaturperioden im Kongress absolvieren. Seit 1903 vertrat er dort als Nachfolger von Webster E. Brown den neunten Distrikt. Während seiner Zeit im US-Repräsentantenhaus war Minor zwischen 1903 und 1907 Vorsitzender des Ausschusses zur Kontrolle der Ausgaben des Innenministeriums. In seine Zeit als Kongressabgeordneter fiel auch der Spanisch-Amerikanische Krieg von 1898.
1906 wurde Minor von seiner Partei nicht mehr zur Wiederwahl nominiert. In den folgenden Jahren befasste er sich unter anderem mit dem Gartenbau. Zwischen 1911 und 1915 war er Posthalter in seiner Heimatstadt Sturgeon Bay, deren Bürgermeister er im Jahr 1918 noch einmal wurde. Edward Minor starb am 26. Juli 1924 in Sturgeon Bay und wurde dort auch beigesetzt.